# Északkelet-romániai fejlesztési régió

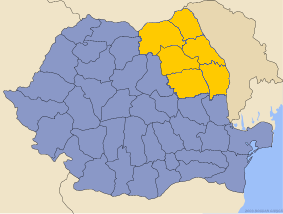
Az Északkelet-romániai fejlesztési régió elhelyezkedése

Az Északkelet-romániai fejlesztési régió (románul: Regiunea de dezvoltare Nord-Est) a történelmi Moldva és Bukovina területének egy részét, konkrétan Bákó, Botoșani, Iași, Neamț és Suceava megyéket magába foglaló fejlesztési régió, melyet 1998-ban hoztak létre, feladata a fejlesztési projektek összehangolása, és az európai uniós támogatások felhasználásának szabályozása. Területe 36 850 km², lakossága a 2002-es népszámlálás idején 3 674 367 fő volt, nemzetiségi összetétel szerint: 97,9% román, 1,2% cigány, 0,3% ukrán és 0,6% egyéb. A 2011-es népszámlálás idején a régió megyéiben összesen 4769 fő vallotta magát magyarnak.

## Legjelentősebb városok
A régió legjelentősebb városai Jászvásár (290 422 lakos), Bákó (144 307 lakos), Botosán (106 847 lakos), Szucsáva (92 121 lakos), Karácsonkő (85 055 lakos) és Vászló (55 407 lakos).